# Бахчовик
Бахчови́к — селище в Україні, у Мирненській селищній громаді Волноваського району Донецької області. Населення становить 544 осіб.

## Загальні відомості
Селище Бахчовик розташоване за 35 км від Бойківського та 28 км від районного центру і пролягає на автошляху Т 0512. Селище межує з територією села Малогнатівка Волноваського району Донецької області.
Разом з селищами Дружне та Рясне становить агроцех № 35 «ММК імені Ілліча».

## Населення
За даними перепису 2001 року населення селища становило 544 особи, із них 23,71 % зазначили рідною мову українську, 75,92 % — російську та 0,18 % — вірменську мову.
Основна частина населення зайнята у сільському господарстві.
Головні напрямки господарювання: вирощування зернових (пшениця, ячмінь); баштанних (кавун, диня, гарбуз, кабачок); овочів (капуста, томати, баклажани, перець, цибулю, моркву); молочне тваринництво (червона степова порода), свинарство, птахівництво (качки).

## Постаті
- Наконечний Ігор Олександрович (1988—2019) — старший солдат Збройних сил України, учасник російсько-української війни.